# Benjamin Kibebe
Benjamin Kibebe (n. Adís Abeba, Etiopía, 13 de agosto de 1981) y es un futbolista etíope nacionalizado sueco. Juega de defensa y actualmente milita en el FC Midtjylland de la Superliga de Dinamarca. Fue seleccionado sueco solo en una oportunidad.

## Clubes
| Club            | País      | Año           |
| --------------- | --------- | ------------- |
| AIK Solna       | Suecia    | 1999 - 2004   |
| Tromsø          | Noruega   | 2005 - 2006   |
| Aalesunds FK    | Noruega   | 2007-2008     |
| FC Nordsjælland | Dinamarca | 2008-2010     |
| FC Luzern       | Suiza     | 2010-2012     |
| FC Midtjylland  | Dinamarca | 2012-presente |